# Alessandro Petacchi
Alessandro Petacchi (* 3. ledna 1974 La Spezia) je italský silniční profesionální cyklista jezdící od roku 2009 za ProTour stáj Lampre-Farnese Vini. Petacchi patří mezi nejlepší závodníky ve spurtech při dojezdech etap. Vyhrál celkem 26 etap na Giro d'Italia, 5 na Tour de France a 19 na Vuelta a España. Je také prvním jezdcem který vyhrál v jednom roce nejméně ve dvou etapách v každé ze tří hlavních Tour. Je také držitelem růžového trikotu lídra Giro d'Italia po dobu sedmi dnů. 23. dubna 2013 se rozhodl ukončit svoji profesionální kariéru.
Již v srpnu téhož rok se po nabídce stáje Omega Pharma-Quick Step vrací do profesionální cyklistiky. První etapový závod v novém angažmá absolvoval na Eneco Tour 2013.
Celkem vyhrál v kariéře 162 závodů nebo etap, a je v tomto čtvrtý nejlepší Ital za Francesco Moserem (273 výher), Giuseppe Saronnim (193) a Mario Cipollinim (189).

## Celkové pořadí na velkých etapových závodech
| Závod Grand Tour | 1996 | 1997 | 1998 | 1999 | 2000 | 2001 | 2002 | 2003 | 2004 | 2005 | 2006 | 2007 | 2008 | 2009 | 2010 |
| ---------------- | ---- | ---- | ---- | ---- | ---- | ---- | ---- | ---- | ---- | ---- | ---- | ---- | ---- | ---- | ---- |
| Giro d'Italia    | –    | –    | DNF  | 70.  | 92.  | –    | 94.  | DNF  | 97.  | 100. | DNF  | 104. | –    | 121. | DNF  |
| Tour de France   | –    | –    | –    | –    | –    | 97.  | –    | DNF  | –    | –    | –    | –    | –    | –    | –    |
| Vuelta a España  | 101. | DNF  | –    | –    | 77.  | –    | 94.  | 120. | DNF  | 88.  | DNF  | 127. | –    | –    | –    |